# Menin Road South Military Cemetery
Menin Road South Military Cemetery is een Britse militaire begraafplaats met gesneuvelden uit de Eerste Wereldoorlog, gelegen in de Belgische stad Ieper. De begraafplaats ligt buiten de stadsmuren van Ieper, in de woonwijken ten oosten van de stadskern, langs de Meenseweg (N8) naar Menen. Ze werd ontworpen door Reginald Blomfield en wordt onderhouden door de Commonwealth War Graves Commission. Het terrein heeft een rechthoekig grondplan met een oppervlakte van 6.345 m². Centraal vooraan staat het Cross of Sacrifice en in de noordwesthoek de Stone of Remembrance. 
Er worden 1.658 doden herdacht, waaronder 120 niet geïdentificeerde.

## Geschiedenis
Ieper bleef gedurende de oorlog het centrum van de Ieperboog, het stuk front rond de stad waar de Britten jarenlang tegenover de Duitsers stonden. De stad zelf werd helemaal vernield, maar bleef steeds in geallieerde handen. De Meenseweg liep van het stadscentrum oostwaarts naar het front toe. De begraafplaats werd in gebruik genomen vanaf januari 1916 en werd tot de zomer van 1918 gebruikt door medische posten en gevechtseenheden. Ten noorden van de Meenseweg werd tijdens de oorlog de Menin Road North Military Cemetery gebruikt. Deze begraafplaats werd ontruimd na de oorlog en de ruim 130 graven werden overgebracht naar de begraafplaats aan de zuidkant van de weg, die nog verder werd uitgebreid met verschillende verspreide graven uit de slagvelden verder ten oosten.
Er liggen 1.190 Britten (waaronder 109 niet geïdentificeerde), 267 Australiërs (waaronder 8 niet geïdentificeerde), 148 Canadezen (waaronder 2 niet geïdentificeerde), 52 Nieuw-Zeelanders en 1 onbekende Duitser. Voor 24 slachtoffers werden Special Memorials opgericht omdat hun graven niet meer gelokaliseerd konden worden en men vermoedt dat ze onder naamloze grafzerken liggen. De 54 doden, die oorspronkelijk op Menin Road North Military Cemetery begraven waren maar van wie de graven door het oorlogsgeweld werden vernietigd, worden herdacht met twee Duhallow Blocks.
Deze begraafplaats werd in 2009 als monument beschermd.

## Graven

### Onderscheiden militairen
- Thomas Riversdale Colyer-Fergusson, kapitein bij het 2nd Bn. Northamptonshire Regiment ontving het Victoria Cross (VC) voor zijn moed, bekwame leiding en doorzetting in de aanval. Hij werd gedood door een scherpschutter op 31 juli 1917. Hij was 21 jaar.
- Charles Ernest Atchison, luitenant-kolonel bij de King's Shropshire Light Infantry en Leonard George Prentice Errey, luitenant bij de Australian Infantry werden onderscheiden met de Distinguished Service Order (DSO). Deze laatste ontving tevens het Military Cross (MC).
- de kapiteins Percy Whyatt, Samuel LLewellyn Serpell, L.R.M. Malloch, Audley C.H. Millar, W.D. Reid en Archibald Niven Sinclair, en de luitenants John Alexander McQueen, Alva Elmer Metcalfe en Leonard George Prentice Errey werden onderscheiden met het Military Cross (MC).
- Gilbert Leonard Newbery, onderluitenant bij het Army Service Corps verwierf de Volunteer Officers' Decoration (VD).
- er liggen nog 24 militairen die de Military Medal (MM) hebben ontvangen.

### Minderjarige militairen
- Anthony O'Neill, schutter bij de Royal Irish Rifles was 15 jaar toen hij op 1 oktober 1918 sneuvelde.
- de soldaten F. Matthews, George Arthur Proudfoot, Patrick James Curran en Richard Edward Foster waren 17 jaar toen ze sneuvelden.

### Aliassen
- kanonnier Reginald Dare Day diende onder het alias William Cartledge Garner bij de Royal Garrison Artillery.
- soldaat Percy Joyner diende onder het alias P. Richards bij het Worcestershire Regiment.
- soldaat Charles Frank Oliver diende onder het alias C.F. Finchley bij de Australian Infantry, A.I.F..
- soldaat John Daniel Newman diende onder het alias Daniel John Smith bij de Australian Infantry, A.I.F..
- schutter Frank McKee diende onder het alias F. Mackenzie bij de Rifle Brigade.
- schutter E; Tragheim diende onder het alias E. Travers bij de Rifle Brigade.